# Palau Roznovanu

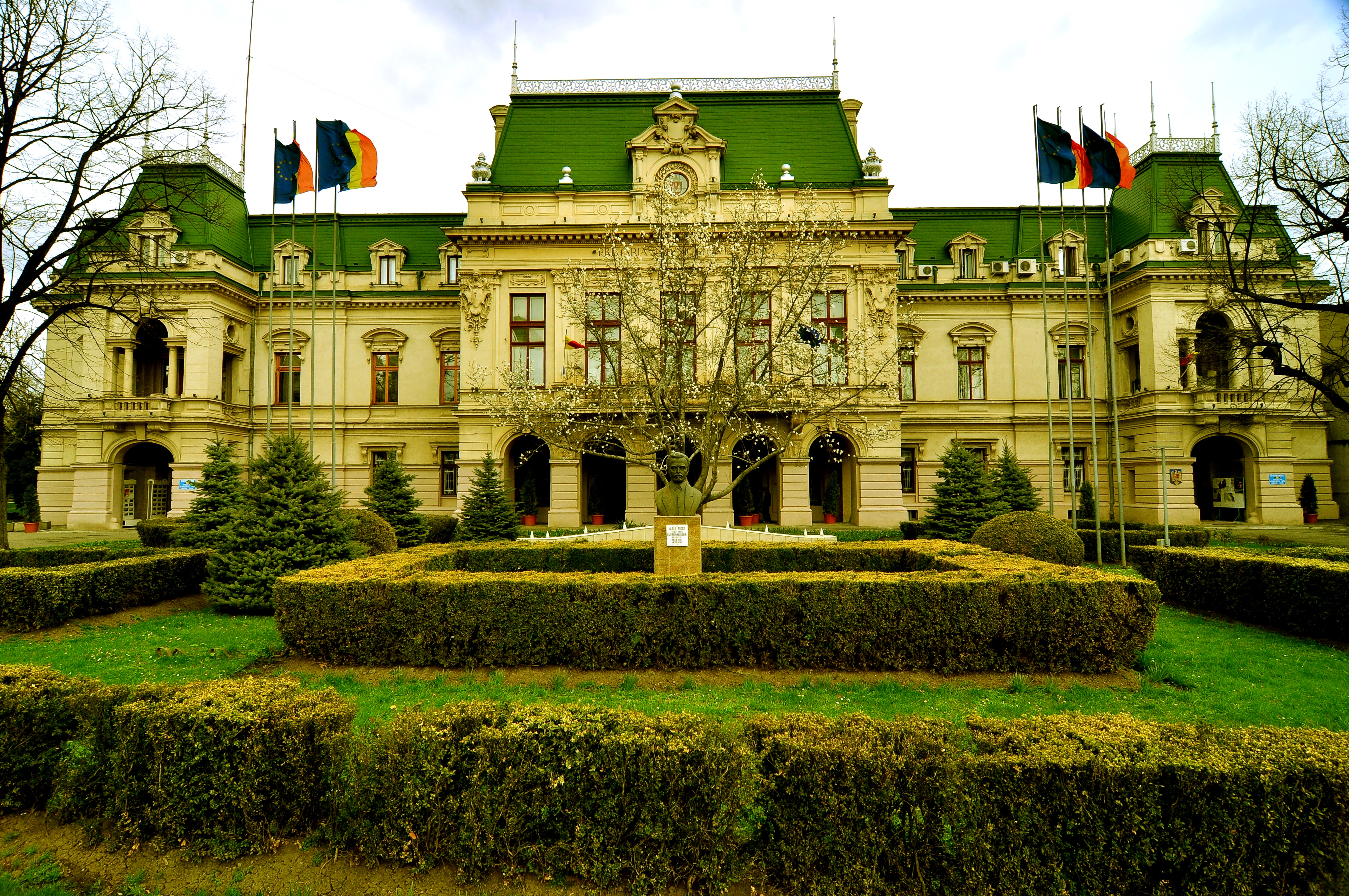
Palau Roset-Roznovanu, Iași

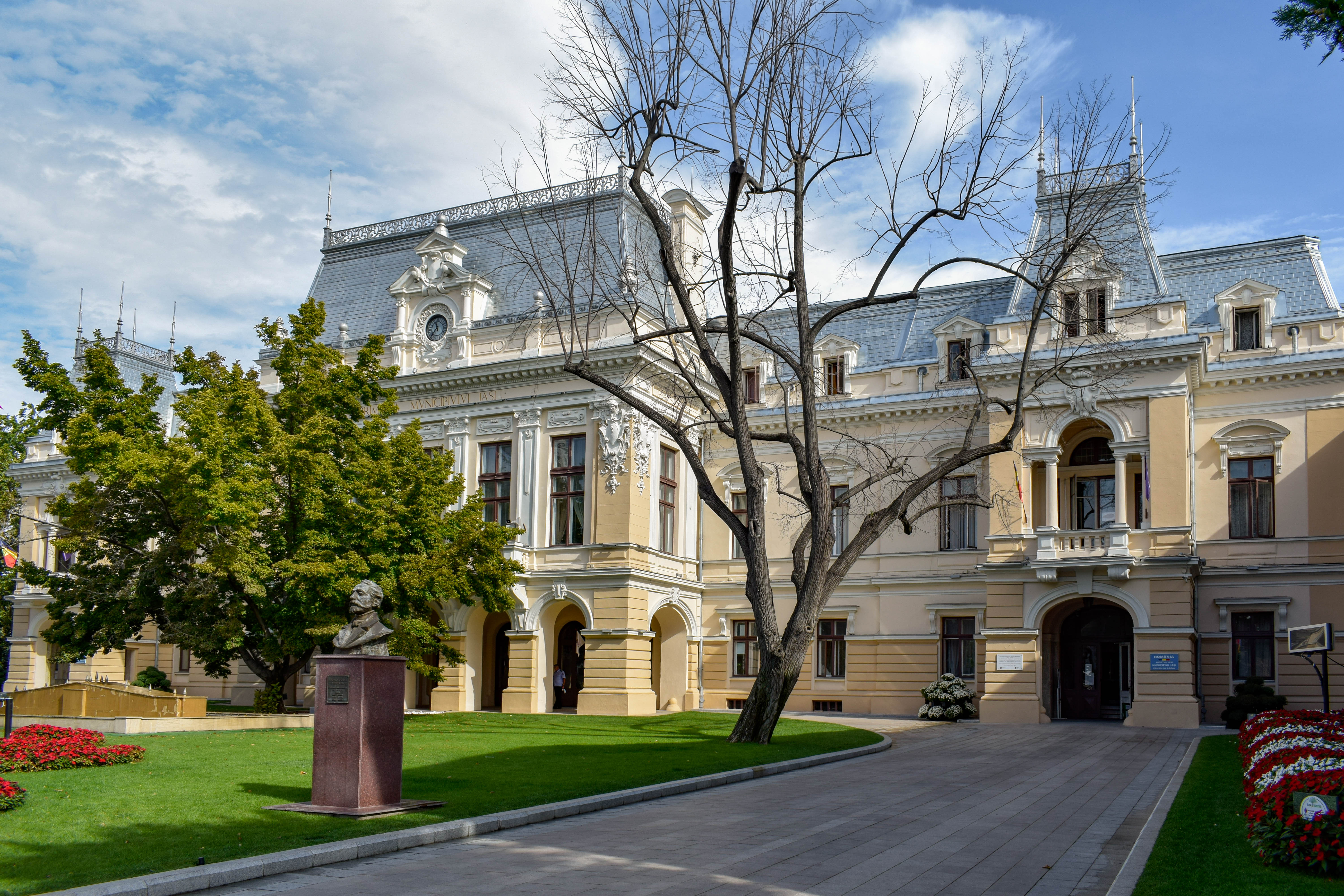
El Palau Roznovanu el 2020

El palau Roznovanu o palau Roset-Roznovanu (en romanès: Palatul Roznovanu o Palatul Roset-Roznovanu) és un edifici situat a Iași (Romania). Va ser construït a la segona meitat del segle xviii i reconstruït entre 1830 i 1833 per Iordache Ruset-Roznovanu, membre de la família Rosetti. Durant la Primera Guerra Mundial, va acollir el govern romanès. Avui acull l’ajuntament de Iași.
El palau Roset-Roznovanu figura en el Registre nacional de monuments històrics.